# اکتاسین
اکتاسین (انگلیسی: Ectasian) دومین دوره زمین‌شناسی از دوران پیشین‌زیستی میانه است که بازه زمانی ۱۴۰۰ تا ۱۲۰۰ میلیون سال پیش را در بر می‌گیرد. سن این دوره به‌جای استفاده از چینه‌شناسی به صورت گاه‌سنجی محاسبه شده است.
نام زمین‌شناختی اکتاسین اشاره به اشاره به ادامه گسترش پوشش فلات قاره‌ای در این دوره دارد.
اکتاسین به دلیل وجود نخستین شواهد تولید مثل جنسی دارای اهمیت است. تولید مثل جنسی و قابلیت توسعه گامت‌ها به‌شکل ارگانیسم، پیش‌نیاز پدید آمدن چند سلولی‌ها است.